# LFF Supertaurė 2021
La LFF Supertaurė 2021, Optibet LFF Super Cup 2021 per ragioni di sponsorizzazione, è stata la 21ª edizione della competizione che si è svolta il 3 aprile 2021 (inizialmente prevista per il 27 febbraio e rinviata per COVID-19) allo stadio LFF di Vilnius tra lo Žalgiris, vincitore della A lyga 2020 e il Panevėžys, vincitore della Coppa di Lituania 2020. Lo Žalgiris era la squadra campione in carica. Il Panevėžys ha conquistato il trofeo per la prima volta nella sua storia.

## Tabellino
| Arbitro: | Šmitas |

|                                                   |                      |                                                    |
| Kiš 31’, 37’                                      | Marcatori            | 45+1’ (rig.) Veliulis 49’ Elivelto                 |
| Kiš Vidémont Sylvestr Uzėla Tatomirović Karamarko | Tiri di rigore 2 – 3 | Januševskij Kozorōnīs Figueredo Floro Širvys Bissi |